# NK HAŠK Sokol Stari Jankovci
Nogometni klub HAŠK Sokol Stari Jankovci hrvatski je nogometni klub iz Starih Jankovaca. Trenutačno se natječe u 1. ŽNL Vukovarsko-srijemskoj.

## Povijest

### Prije 2. svjetskog rata
Prvi nogometni klub u Starim Jankovcima je osnovan 1931. godine pod imenom Sremac. Prvi dokumentirani zapisi o igranju nogometa u Starim Jankovcima i o nogometnom klubu u ovom mjestu datiraju iz 1938. godine.
U klubu su tada igrali mladići Mađari i Hrvati, dok su u mjestu živjeli Hrvati, Mađari i podunavski Nijemci ("Švabe"). Zašto u klubu nisu igrali mladići Nijemci, nije poznato. Klub nije djelovao u vrijeme Drugog svjetskog rata.

### Nakon 2. svjetskog rata
Dokument o poratnom djelovanju kluba imamo iz 1953. godine. Klub se i dalje zove "Sremac", a u njemu igraju pretežno mladići Mađari uz ponekog Hrvata. Naime, partizanske su vlasti protjerale iz mjesta sve podunavske Nijemce, a u njihove kuće su naselile Srbe iz područja Knina. Kako su Mađari u to doba igrali najbolji nogomet u Europi, razložno je da su oni bili dominantni u NK "Sremac" s obzirom na to da se u to vrijeme doseljeni Srbi nisu bavili športom.
Nogometni klub "Sremac" igrao je do 1961. godine u općinskom natjecateljskom rangu na igralištu "Njivice" pored sadašnjeg mjesnog groblja. Godine 1959. mjesni Srbi osnivaju svoj klub Omladinac te dolazi do rivalstva između NK "Sremac" i novog kluba. To rivalstvo često je završavalo nešportskim ispadima i nacionalnom netrpeljivošću te su komunističke vlasti u Vinkovcima ukinule oba kluba te osnovale 1961. godine fuzioniranjem NK "Sremac" i NK "Omladinac" novi klub, NK "Sloga".
Tada se uređuje novo nogometno igralište "Gatina". Klub se dosta uspješno natjecao u općinskom i međuopćinskom rangu, no dominantno su u klubu bili prisutni Srbi u rukovodstvu kluba i među športašima. Bilo je i nešto Hrvata i Mađara. Kakva takva ravnoteža u odnosu snaga uspostavljena je tek 80-tih godina.

### Domovinski rat i progonstvo
Pobuni Srba u Hrvatskoj 1991. godine protiv hrvatske države priključuju se i mjesni Srbi, te rukovodstvo HDZ-a u mjestu u dogovoru sa športskim djelatnicima Hrvatima mijenjaju naziv dotadašnjeg kluba "Sloga" u NK "HAŠK" (Hrvatski amaterski športski klub) Stari Jankovci koji 1991. godine u općinskom nogometnom podsavezu osvaja prvo mjesto.
Športski djelatnici s igračima sudjeluju u obrani mjesta i Hrvatske u dragovoljačkim redovima. Iz kluba je u obrani domovine poginulo 2 člana uprave i 7 igrača dragovoljaca.
Klub se natječe u prognanstvu od 1992. godine do 1994. Tada je zamrznut status NK "HAŠK" Stari Jankovci i aktiviran NK "Jadran" (Novi) Jankovci (koji je predstavljao jedinstven klub i za Stare i za Nove Jankovce) koji se natječe u 3. ŽNL u sezoni 1997./98. kada osvaja prvo mjesto.

### Povratak
Po povratku u Stare Jankovce (nakon Mirne reintegracije), odnosno 25. siječnja 1998. godine, starojankovački klub se reaktivira i vraća na nogometno igralište "Gatina". Od tog trenutka nogometaši Srbi više ne sudjeluju u radu kluba.
Godine 1998. klub nosi naziv NK HAŠK–Jadran Stari Jankovci i natječe se u 1. ŽNL Vukovarsko-srijemska. 
Godine 2008. klub mijenja ime u NK HAŠK Sokol Stari Jankovci.

### Boje kluba
- do 1991. godine crveno-bijela
- od 1991. godine plavo-bijela

### Najveći uspjesi
- 4. mjesto u Slavonskoj zoni – Posavska skupina 1979./80.
- 2. mjesto u 1. ŽNL Vukovarsko-srijemskoj 2005./06., 2012./13. i 2014./15.
- 1. mjesto u 1. ŽNL Vukovarsko-srijemskoj 2019./20.

## Vanjske poveznice
- Profil, HNS Semafor